# دراسات بيئية
الدراسات البيئية تشير إلى المجال الأكاديمي متعدد التخصصات الذي يدرس بشكل نظامي تفاعلات البشر مع البيئة من أجل حل المشكلات المعقدة. وهو مجال دراسي واسع النطاق يشتمل كذلك على البيئة الطبيعية والبيئة المبنية، ومجموعات العلاقات بينها. ويشتمل هذا المجال على دراسة المبادئ الأساسية الخاصة بـ علم التبيؤ وعلوم البيئة بالإضافة إلى الموضوعات المرتبطة بها مثل الأخلاقيات والسياسات والأنظمة والقانون والاقتصاد والفلسفة وعلم الاجتماع البيئي والعدالة البيئية والتخطيط والتحكم في التلوث وإدارة الموارد الطبيعية.

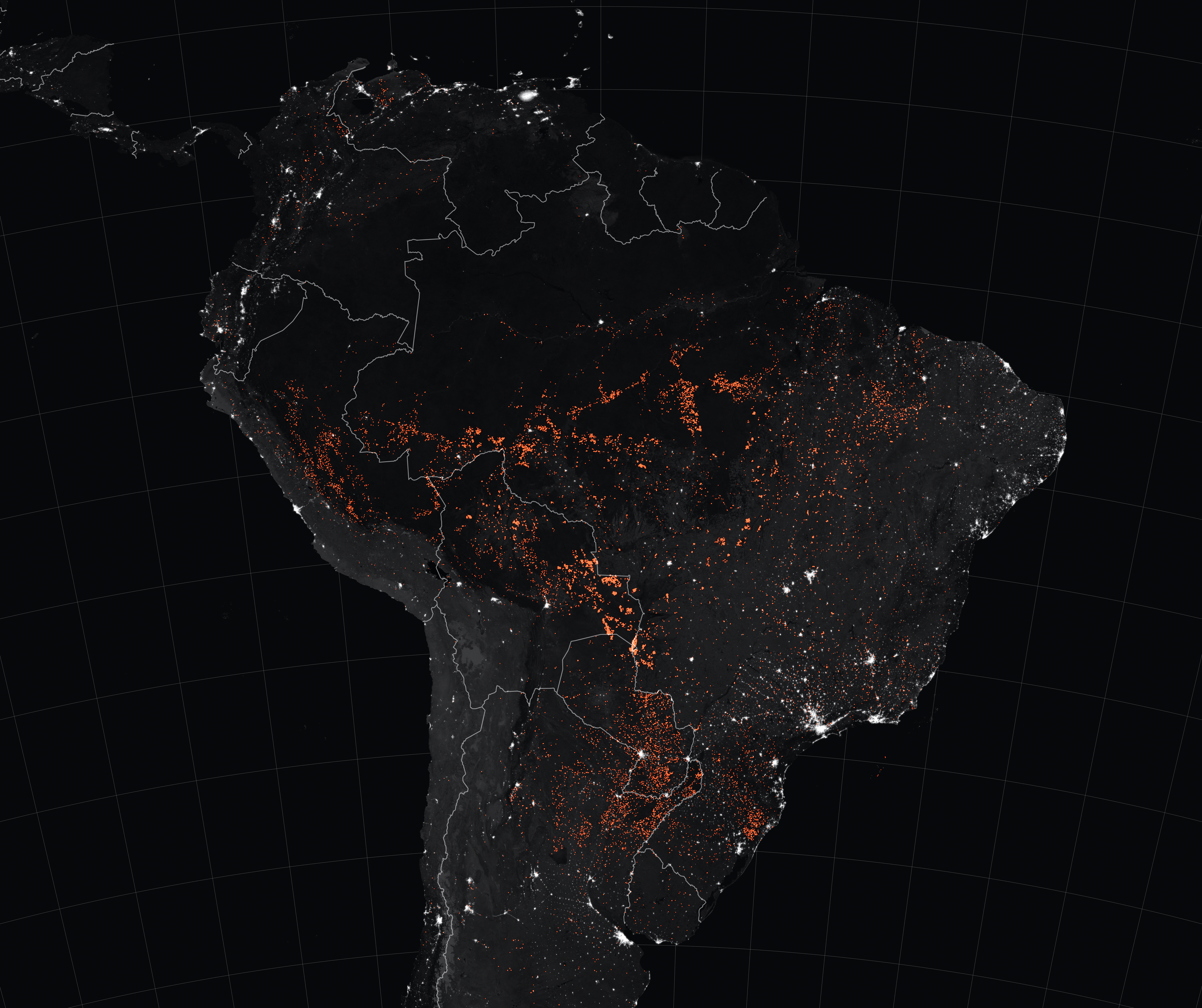
صور الأقمار الصناعية من أمازون فاير.

## معلومات تاريخية
أصبحت كلية ميدلبيري أول مؤسسة تعليم عالي في الولايات المتحدة توفر تخصصًا في الدراسات البيئية، حيث قامت بوضع هذا التخصص في عام 1965.
وتم تأسيس اتحاد الدراسات البيئية الكندي (ESAC) في عام 1993 «من أجل تطوير أنشطة البحث والتعليم في المجالات المتعلقة بالدراسات البيئية في كندا». وقد تم نشر مجلة أولترنيتيفز جورنال (Alternatives Journal) التي أصدرها اتحاد الدراسات البيئية الكندي للمرة الأولى على يد روبيرت إيه بايهلك في الرابع من يوليو، 1971.
تم تأسيس اتحاد الدراسات والعلوم البيئية (AESS) في عام 2008 لكي يكون أول اتحاد في مجال الدراسات البيئية متعددة التخصصات في الولايات المتحدة. وقد ظهرت المجلة العلمية الخاصة بالاتحاد، والتي يطلق عليها اسم Journal of Environmental Studies and Sciences (مجلة الدراسات والعلوم البيئية (JESS))، والتي تم تحريرها على يد والتر إيه روزينباوم، في مارس عام 2011.

## وصلات خارجية
- Association for Environmental Studies and Sciences
- Environmental Studies Association of Canada